# All I Know So Far: Setlist
All I Know So Far: Setlist es el segundo álbum en directo de la cantante estadounidense Pink, y banda sonora del documental Pink: All I Know So Far. Fue publicado el 21 de mayo de 2021 por RCA Records.

## Lista de canciones
| All I Know So Far: Setlist track listing |                                                                                |              |          |  |
| N.º                                      | Título                                                                         | Producer(s)  | Duración |  |
| 1.                                       | «Just Like a Pill» (live at Wembley Stadium, June 2019)                        | Pink         | 4:04     |  |
| 2.                                       | «Who Knew» (live at Wembley Stadium, June 2019)                                | Pink         | 3:32     |  |
| 3.                                       | «Funhouse" / "Just a Girl» (live at Wembley Stadium, June 2019)                | Pink         | 6:18     |  |
| 4.                                       | «River» (live at Wembley Stadium, June 2019)                                   | Pink         | 3:36     |  |
| 5.                                       | «Just Give Me a Reason» (live at Wembley Stadium, June 2019) (con Nate Ruess)  | Bhasker      | 4:38     |  |
| 6.                                       | «Time After Time» (live at Wembley Stadium, June 2019)                         | Pink         | 3:26     |  |
| 7.                                       | «Walk Me Home» (live at Wembley Stadium, June 2019)                            | Pink         | 2:57     |  |
| 8.                                       | «I Am Here» (live at Wembley Stadium, June 2019)                               | Pink         | 5:28     |  |
| 9.                                       | «Fuckin' Perfect» (live at Wembley Stadium, June 2019)                         | Pink         | 4:03     |  |
| 10.                                      | «MTV Video Vanguard Award Speech»                                              |              | 2:16     |  |
| 11.                                      | «Cash Cash Remix Intro" / "What About Us» (live at Wembley Stadium, June 2019) | Mac          | 7:30     |  |
| 12.                                      | «Cover Me in Sunshine» (con Willow Sage Hart)                                  | A Strut      | 2:18     |  |
| 13.                                      | «All I Know So Far»                                                            | Greg Kurstin | 4:37     |  |
| 14.                                      | «Bohemian Rhapsody» (live at the Sydney Entertainment Center, 2009)            | Pink         | 5:49     |  |
| 15.                                      | «We Are the Champions» (live at Rock in Rio, 2019)                             | Pink         | 1:36     |  |
| 16.                                      | «So What» (live at Wembley Stadium, June 2019)                                 | Pink         | 6:53     |  |
| 69:01                                    |                                                                                |              |          |  |

## Charts

### Weekly charts
| Chart (2021)                                     | Peak position |
| ------------------------------------------------ | ------------- |
| Australia (ARIA)                                 | 2             |
| Austria (Ö3 Austria)                             | 6             |
| Bélgica (Ultratop flamenca)                      | 4             |
| Bélgica (Ultratop valona)                        | 26            |
| Canadá (Billboard Canadian Albums)               | 8             |
| República Checa (ČNS IFPI)                       | 19            |
| Países Bajos (Album Top 100)                     | 8             |
| Francia (SNEP)                                   | 19            |
| Alemania (Offizielle Top 100)                    | 5             |
| Irlanda (OCC)                                    | 14            |
| Japón Japanese Download Albums (Billboard Japan) | 67            |
| Nueva Zelanda (RMNZ)                             | 4             |
| Noruega (VG-lista)                               | 8             |
| Polonia (ZPAV)                                   | 37            |
| Portugal (AFP)                                   | 12            |
| Escocia (Scottish Albums Chart)                  | 5             |
| España (PROMUSICAE)                              | 100           |
| Suiza (Schweizer Hitparade)                      | 2             |
| Reino Unido (UK Albums Chart)                    | 4             |
| Estados Unidos (Billboard 200)                   | 13            |

### Year-end charts
| Chart (2021)     | Position |
| ---------------- | -------- |
| Australia (ARIA) | 30       |

## Historial de Lanzamiento
| Region | Date                | Format(s)                           | Label            | Ref. |
| ------ | ------------------- | ----------------------------------- | ---------------- | ---- |
| Varios | 21 de mayo de 2021  | CD, descarga digital, streaming, LP | RCA              | .    |
| Japón  | 16 de junio de 2021 | CD                                  | Sony Music Japan |      |